# Стэнфордский российско-американский форум
Стэнфордский российско-американский форум (SURF) — это международная программа молодёжного межуниверситетского сотрудничества, в рамках которой студенты из России и США обсуждают политические, экономические и культурные вопросы и принимают участие в конференциях с ведущими российскими и американскими экспертами.

## История

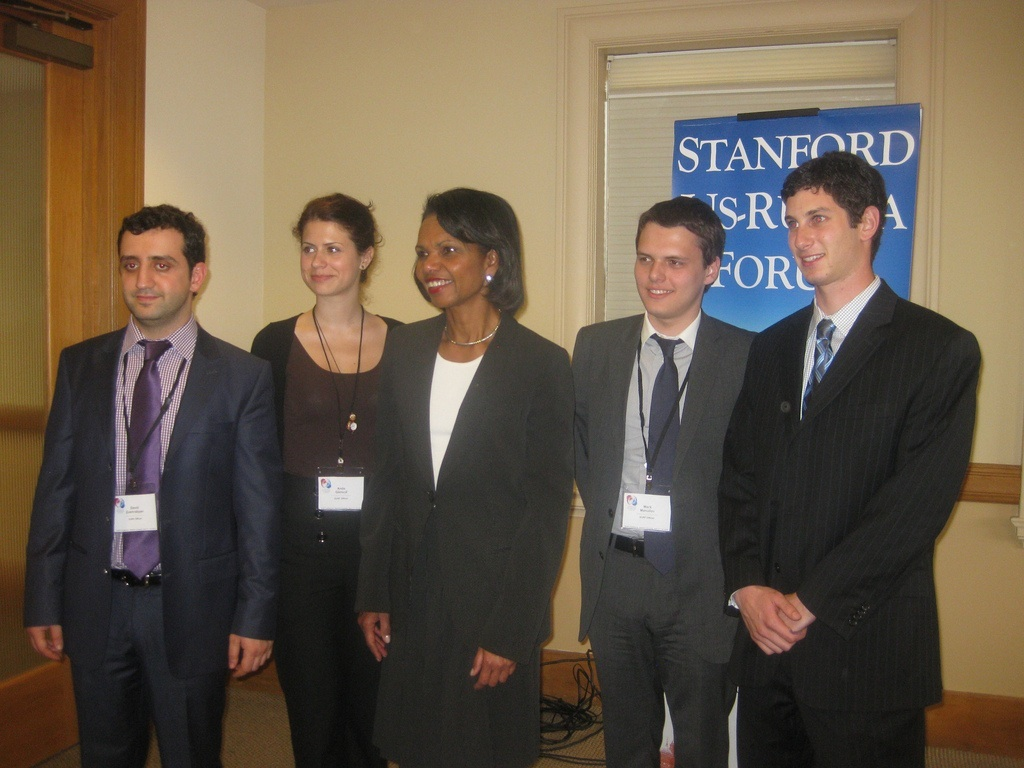
Организаторы SURF с Кондолизой Райс

Стэнфордский российско-американский форум был основан в 2008 году студентами МГУ им. Ломоносова и Стэнфорда. Первым мероприятием стала студенческая конференция в МГУ. В ней приняли участие делегации из Московского государственного университета, МГИМО, Высшей школы экономики, Академии народного хозяйства, а также студенты из Стэнфордского университета, Йельского университета и Пенсильванского университета. На повестке дня обсуждались вопросы, посвященные энергетической безопасности, расширению НАТО, финансовому кризису и нераспространению оружия массового поражения. После успешно проведенной конференции было принято о расширении образовательной программы: произведен отбор участников, проведена серия виртуальных семинаров и работа над исследовательскими проектами. Результаты исследований были озвучены на конференции в Стэнфордском университете, в которой приняли участие ведущие эксперты, включая 66-го Государственного секретаря США Кондолизу Райс, помощника Президента России Аркадия Дворковича и бывшего советника Билла Клинтона Койта Блэкера. Программа SURF 2009—2010 годов заручилась поддержкой Министерства иностранных дел и Администрации Президента России.

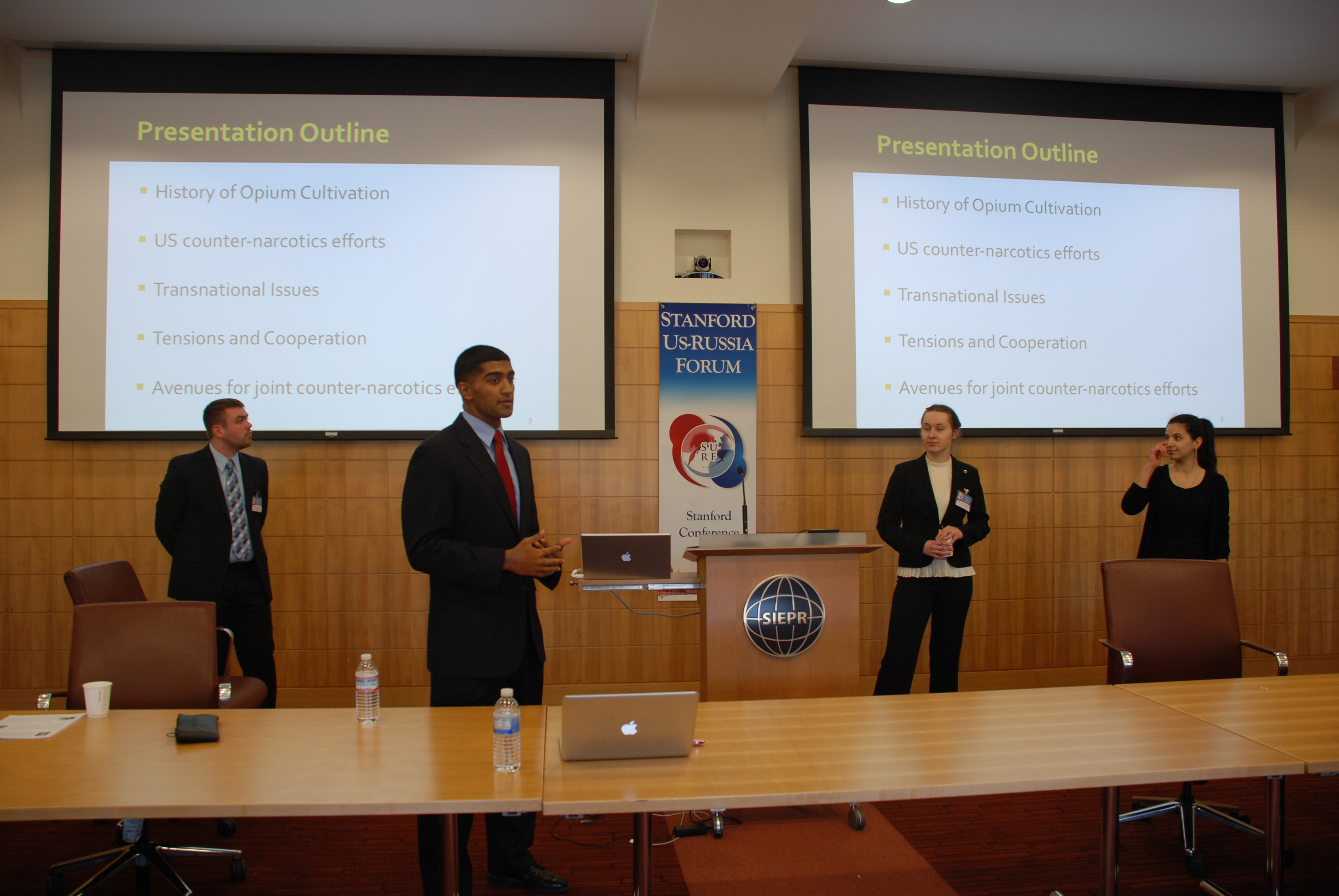
Делегаты презентуют свои CRP

## Структура
В 2010 году программа SURF была значительно изменена и расширена. В октябре 2010 года в Москве состоялась конференция, собравшая вместе более шестидесяти российских и американских студентов. В рамках конференции были затронуты темы инновационного развития, бизнес-сотрудничества и «экспорта» модели Силиконовой долины в Россию. Конференция была организована при поддержке Фонда «Новый диалог», который в 2010 году основали российские организаторы SURF. В России помимо действующих соглашений были заключены новые партнерства с Дальневосточным федеральным университетом и Европейским Университетом в Санкт-Петербурге. В течение зимы делегаты SURF занимались проведением исследований при поддержке научных руководителей из числа профессоров ведущих университетов России и США. Исследовательскую работу групп консультировали организации из числа партнеров SURF: Московский Центр Карнеги, министерство энергетики РФ, Стэнфордский институт экономических и политических исследований и другие. В апреле 2011 года делегаты собрались в Стэнфорде для участия в заключительной конференции, где презентовали результаты своих исследований, получили отзывы о своей работе от экспертов и приняли участие в дискуссиях и круглых столах с коллегами из России и США. Итоговые статьи будут опубликованы в «The SURF Journal», представляющем взгляды молодых россиян и американцев на текущие проблемы России и США и возможные способы их решения. В июне 2011 года SURF провел отбор участников на образовательную программу 2011—2012 годов.

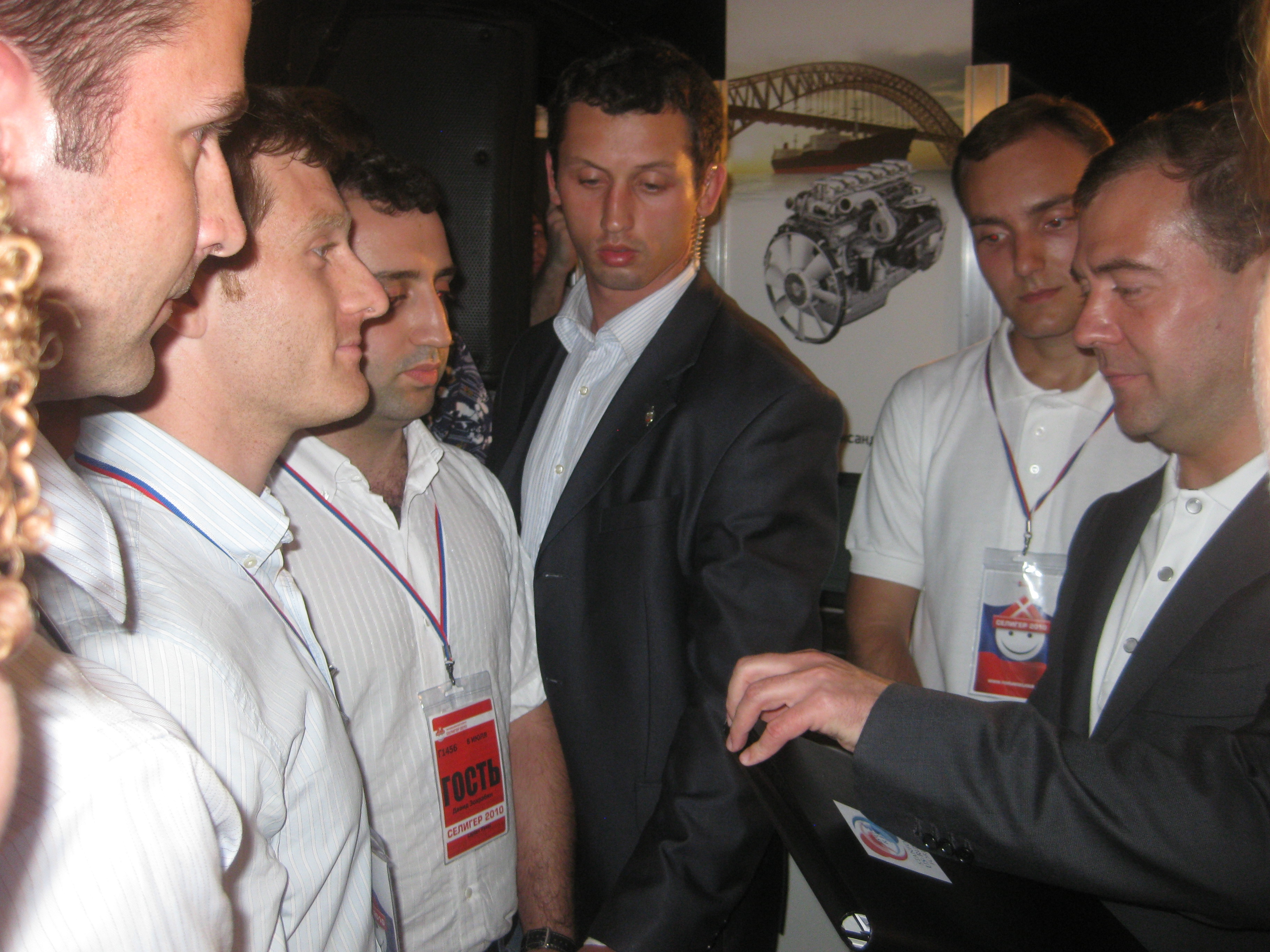
Выпускники SURF с Дмитрием Медведевым

## Организаторы
Организационными вопросами занимается управляемая студентами группа SURF при поддержке Центра демократии, развития и законности при Университете Стэнфорда и ведущих российских вузов — участников программы. Также создан попечительский совет SURF, в который входят известные российские и американские специалисты. В их числе ректор МГИМО Анатолий Торкунов, ректор АНХ при Правительстве РФ Владимир Мау и другие.

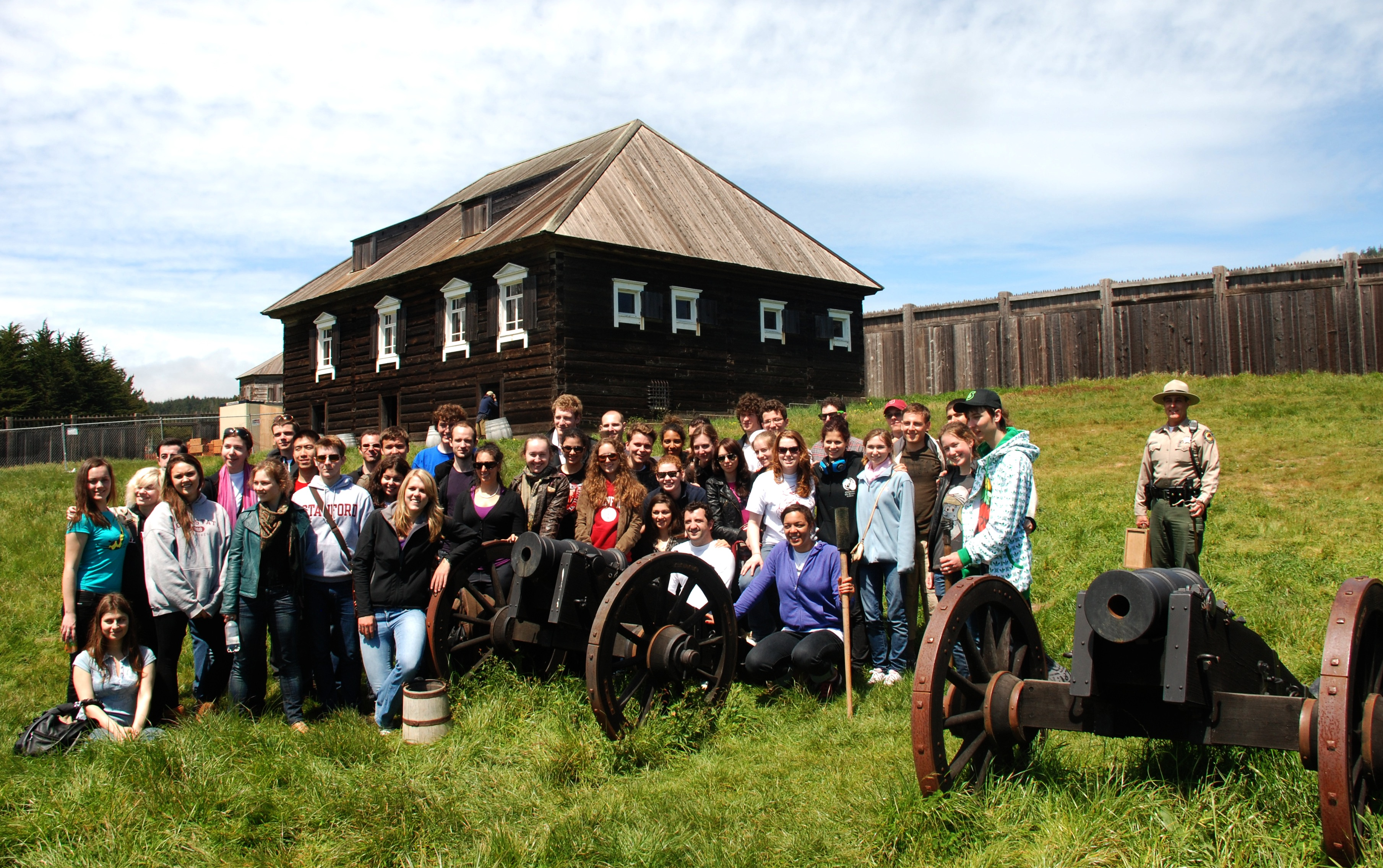
Делегаты на экскурсии в Форт Росс

## Участники
За три года в различных проектах SURF приняли участие более 150 студентов из 30 российских и американских университетов. Стать делегатом Стэнфордского российско-американского форума могут студенты и выпускники российских и американских ВУЗов, заинтересованные в развитии российско-американских отношений. Ежегодно на официальном сайте программы размещается форма заявки. Отобранные кандидаты проходят собеседование, выявляющее их академические знания и интерес к программе. После этого определяется окончательный список участников. SURF организует встречи бывших участников программы и всех, кто оказывает поддержку в её реализации, с целью формирования сети будущих лидеров России и США. Последняя такая встреча состоялась в Москве в июле 2010 года и была приурочена к краткой встрече с Президентом России Дмитрием Медведевым.